# Іріел Провидець
Іріел Провидець – (ірл. - Íriel Fáid) – Іріел Файд, Іріел Пророк – легендарний верховний король Ірландії. Час правління: 1269 – 1259 до н. е. (згідно з «Історією Ірландії» Джеффрі Кітінга) [2] або 1681 – 1671 до н. е. (відповідно до «Хроніки Чотирьох Майстрів») [3]. Молодший син Ерімона та його дружини Теї. Прийшов до влади після вбивства у битві своїх попередників – братів співправителів Ера, Орба, Ферона, Фергна - синів Ебера. Ця битва відбулась під Кул Марха (ірл. - Cul Martha). Це вбивство було помстою Іріела за вбивство його братів – Луїгне та Лаїгне. Згідно легенд Іріел Провидець збудував 7 фортець в Ірландії, воював з фоморами і виграв 4 битви з ними. Правив Ірландією протягом 10 років і помер у Маг Муайде (ірл. - Mag Muaide). Трон успадкував його син Ехріел (ірл. – Ethriel). «Книга захоплень Ірландії» синхронізує його правління з часом правління царя Таутанеса в Ассирії (1191 - 1182 до н. е. по хроніці Ієроніма), що сумнівно [1].